# نودة كهنة (شوي بانة)
نودة کهنة (بالفارسية: نوده کهنه) هي قرية تقع في إيران في البلدة المركزية.